# Turznica (Ostróda)
Turznica (deutsch Theuernitz) ist ein Ort in der polnischen Woiwodschaft Ermland-Masuren. Er gehört zur Gmina wiejska Ostróda (Landgemeinde Osterode in Ostpreußen) im Powiat Ostródzki (Kreis Osterode in Ostpreußen).

## Geographische Lage
Turznica liegt im Westen der Woiwodschaft Ermland-Masuren, zehn Kilometer südwestlich der Kreisstadt Ostróda (deutsch Osterode in Ostpreußen).

## Geschichte
Das Dorf Thewernicz – nach 1437 Theurnitz genannt – wurde 1328 erstmals erwähnt. Als Landgemeinde war Theuernitz zwischen 1874 und 1945 in den Amtsbezirk Warweiden (polnisch Wirwajdy) im Kreis Osterode in Ostpreußen integriert. und zählte im Jahre 1910 insgesamt 727 Einwohner. Die Einwohnerzahl verringerte sich bis 1933 auf 649 und bis 1939 auf 602.
Im Jahre 1945 wurde das gesamte südliche Ostpreußen in Kriegsfolge an Polen überstellt. Theuernitz erhielt die polnische Namensform „Turznica“ und ist heute mit dem Sitz eines Schulzenamts (polnisch Sołectwo) eine Ortschaft im Verbund der Landgemeinde Ostróda (Osterode i. Ostpr.) im Powiat Ostródzki (Kreis Osterode in Ostpreußen), bis 1998 der Woiwodschaft Olsztyn, seither der Woiwodschaft Ermland-Masuren zugehörig. Im Jahre 2011 zählte Turznica 348 Einwohner.

## Kirche
Bis 1945 war Theuernitz in die evangelische Kirche Groß Schmückwalde (polnisch Smykowo) in der Kirchenprovinz Ostpreußen der Kirche der Altpreußischen Union, außerdem in die römisch-katholische Kirche in Osterode i. Ostpr. eingepfarrt.
Heute gehört Turznica evangelischerseits zur Kirchengemeinde der Stadt Ostróda innerhalb der Diözese Masuren der Evangelisch-Augsburgischen Kirche in Polen, ebenso wie katholischerseits zur Pfarrei in Reszki (Röschken) im Dekanat Ostróda-Zachód (Osterode-West) im Erzbistum Ermland.

## Schule
Vor 1945 gab es in Theuernitz zwei Schulen:
- im Dorf Theuernitz, die 1886 bereits zweiklassig geführt wurde, und
- im Abbau Theuernitz, die um 1900 gegründet wurde, 1908 einen Neubau erhielt und einklassig war.

## Verkehr

### Straße
Turznica liegt an der Kreisstraße (polnisch Droga powiatowa (DP)) 1233N, die von Wirwajdy (Warweiden) südwärts bis nach Wygoda (Ruhwalde) im Landschaftsschutzpark „Kernsdorfer Höhe“ (polnisch Park Krajobrazowy Wzgórz Dylewskich) führt. Außerdem verbindet eine Nebenstraße das Dorf Gierłóż (Görlitz, bis 1914 Preußisch Görlitz) mit Turznica.

### Schiene
Turznica verfügt nicht mehr über eine Anbindung an den Bahnverkehr. Bis 1945 war das Dorf Bahnstation an der Bahnstrecke (Osterode i. Ostpr.–) Bergfriede–Groß Tauersee (–Soldau) (polnisch Samborowo–Turza Wielka), die seit 1910 bestand. Der Bahnverkehr wurde kriegsbedingt zunächst teilweise, dann auf der gesamten Strecke eingestellt.